# Bo'az Mo'av
Bo'az Mo'av (hebrejsky: בועז מואב; žil 3. dubna 1938 – 16. ledna 2002) byl izraelský politik a poslanec Knesetu za strany Rac, Ja'ad-Hnutí za lidská práva a opět Rac .

## Biografie
Narodil se v Tel Avivu. Zde navštěvoval střední školu. Absolvoval Telavivskou univerzitu a University of Pennsylvania, kde obdržel doktorát z makrobiologie. Přednášel na Telavivské univerzitě.

## Politická dráha
Byl členem hnutí ha-N'oar ha-oved a strany Mapaj. Patřil mezi zakladatele hnutí Rac. Byl jeho místopředsedou. Zasedal ve vedení ekologické organizace Malraz.
V izraelském parlamentu zasedl po volbách v roce 1973, do nichž šel za stranu Rac. V průběhu funkčního období tato strana fúzovala a vytvořila formaci Ja'ad-Hnutí za lidská práva. Pak se ale Bo'az Mo'av vrátil do samostatného poslaneckého klubu Rac. Byl členem parlamentního výboru pro ústavu, právo a spravedlnost a výboru pro záležitosti vnitra a životního prostředí. Ve volbách v roce 1977 mandát neobhájil.